# Graveson
Graveson este un oraș în Franța, în departamentul Bouches-du-Rhône din regiunea Provence-Alpes-Côte d'Azur.
1. ↑  répertoire géographique des communes, accesat în 26 octombrie 2015
2. ↑  dataset of postal codes in France, 1 octombrie 2018